# 超原子価ヨウ素化合物

デス・マーチン・ペルヨージナン

超原子価ヨウ素化合物（ちょうげんしかヨウそかごうぶつ、英: hypervalent iodine compounds）は、超原子価ヨウ素を含む化合物である。
これらの化合物中のヨウ素原子は、オクテット則が要する8個より多くの電子をもつため、超原子価となっている。ヨウ素が塩素のような一座配位性の電気陰性な配位子と錯体を形成するとき、酸化数+3のヨウ素(III) λ3-ヨーダン、もしくは+5のヨウ素(V) λ5-ヨーダン の化合物が生じる。ヨウ素自身は7個の価電子をもち、λ3-ヨーダンではヨウ素をデセット (英: decet) 構造にする配位子によってさらに電子3個が供与される。λ5-ヨーダンはドデセット (英: dodecet) 分子である。
ヨードベンゼンのような通常のヨウ素化合物の価電子数は、予測されたように8である。このような1価のヨウ素化合物から3価や5価の超原子価ヨウ素化合物を得るためには、まず酸化により2個、もしくは4個の電子を除去し、配位子はそのヨウ素に2対または4対の電子対を供与して配位結合を形成する必要がある。L-I-N で、L は供与される電子の数、N は配位子の数を表す。

## ペルヨージナン化合物
ペルヨージナン (英: periodinane) は、ヨウ素(V)を含む化合物の慣用名である。超原子価ヨウ素の概念は1969年に J.J. Musher によって確立された。超原子価化合物中の過剰な電子に対応するため、電子不足化合物で見られる三中心二電子結合に類似した三中心四電子結合が導入された。そのような1本の結合がヨウ素(III)化合物に、2本の結合がヨウ素(V)化合物に存在する。
最初の超原子価ヨウ素化合物、(ジクロロヨード)ベンゼン C6H5Cl2I は、冷却したヨードベンゼンのクロロホルム溶液に塩素を通じることで、1886年に Conrad Willgerodt によって合成された。
{\displaystyle {\ce {C6H5I + Cl2 -> C6H5ICl2}}}
ジアリールクロロヨーダンのようなλ3-ヨーダンは、2対の孤立電子対と1つのフェニル基がエカトリアル位、クロロ基と1つのフェニル基がアピカル位を占めるアピコフィリシティーを示す擬三方両錐形構造をもつ。デス・マーチン・ペルヨージナンのようなλ5-ヨーダンは、フェニル基がアピカル位、他の4つのヘテロ原子が底面を占めた四角錐形構造をもつ。
過酢酸や酢酸とヨードベンゼンから（ジアセトキシヨード）ベンゼンを合成する古典的な製法がある。
{\displaystyle {\ce {C6H5I + CH3COOH-> C6H5I(OOCCH3)2}}}
フェニルヨウ素ビス(トリフルオロアセタート)、PIFA または(ビス(トリフルオロアセトキシ)ヨード)ベンゼンは、トリフルオロ酢酸に関連した化合物である。
（ジアセトキシヨード）ベンゼン、PIDA は、酸化剤として使われる有機試薬である。これはグリコールを開裂させるのに適している。また、遷移金属を用いたC-H活性化反応に広く用いられている。
このアセタートは水によって加水分解されてヨードキシベンゼン C6H5IO2 を生じる。この化合物は初め Willgerodt により、ヨードシルベンゼンを水蒸気蒸留する際に起こる不均化によって合成された。
2 PhIO → PhIO2 + PhI
これは酸化剤として知られている。
ヨードシルベンゼンは、実際は化学式が (C6H5IO)n と表されるポリマーで、水酸化ナトリウムによって（ジアセトキシヨード）ベンゼンを加水分解することにより調製される。ヨードシルベンゼンは優れた酸素原子供与体として、典型元素化合物やアルケンの酸化反応、および他の三価の超原子価ヨウ素化合物の合成前駆体として広く用いられているほか、生物有機化学の分野でも酸化酵素の反応機構研究に用いられている。
デス・マーチン・ペルヨージナンは、すでに存在する別の強力な酸化剤2-ヨードキシ安息香酸（IBX）を改良したものである。IBXは2-ヨード安息香酸と臭素酸カリウム、硫酸から合成される。IBXはほとんどの溶剤に不溶性なのに対して、IBXと無水酢酸から合成されるデス・マーチン・ペルヨージナンは典型的な有機溶媒に対して溶解性が高い。
デス・マーチン・ペルヨージナンによる酸化機構は通常、配位子交換反応とその後の還元的脱離からなる。

## ジアリールヨードニウム塩
ジアリールヨードニウム塩 (英: diaryliodonium salt) は [Ar-I+-Ar]X- のタイプの塩である。この塩の名称は紛らわしく、IUPAC はジアリール-λ3-ヨーダンという名称を推奨している。このような化合物は1894年に初めて合成された（マイヤー・ハートマン反応）。対イオンのハロゲン化物イオンにより、ジアリールヨードニウム塩はあまり有機溶媒に対する可溶性をもたない。しかし、トリフラートやテトラフルオロホウ酸塩とすることで溶解性を改善できる。
ジアリールヨードニウム塩は多くの方法で合成することができる。1つの合成法は、まずヨウ化アリールをアリールヨウ素(III)化合物 (ArIO, ArIO2) に酸化し、次にアレーン（芳香族求電子置換反応）、アリールスタンナンまたはアリールシランと配位子交換する方法である。また、前もって準備しておいたヨウ素酸、硫酸ヨードシル、ヨードシルトリフラートのような超原子価ヨウ素化合物から合成する方法がある。
ジアリールヨードニウム塩は、配位子の1つを交換しているヨウ素を求核剤として反応し、配位子による置換、または還元的脱離によって置換アレーン ArNu とヨードベンゼン ArI を形成する。
また、ジアリールヨードニウム塩は金属 M と反応して中間体 ArMX を経由するクロスカップリング反応を起こす。

## ペルヨージナンの利用
超原子価ヨウ素化合物は、主に多くの重金属ベースの有毒な試薬を置き換える酸化剤として利用される。
現在の研究では、炭素-ヘテロ原子結合および炭素-炭素結合形成反応における利用に焦点が当てられている。そのような研究の1つに、トリフルオロエタノール中の触媒量のヨウ化アリールによる、アルコキシヒドロキシルアミンのアニソール基への分子内C-Nカップリングがある。
この反応において中間体 A として示されるヒドロキシヨーダンは、ヒドロキシルアミン基を順番にナイトレニウムイオン B に変換する犠牲触媒 mCPBA を伴うヨウ化アリールの酸化によって生じる。このナイトレニウムイオンは、エノン基とラクタムを形成している芳香環へのイプソ付加における求電子剤である。